# Tronc (anatomie)
Pour les articles homonymes, voir Tronc.
En anatomie humaine, le tronc est la partie moyenne du corps. On le subdivise en trois parties, de haut en bas : le thorax, le segment abdominal (l'abdomen et le dos sous thoracique) et le petit bassin.
Le tronc est soutenu par les deux membres inférieurs qui sont reliés par les hanches au petit bassin en bas. Le tronc porte également les deux membres supérieurs au niveau du thorax, de chaque côté au niveau des épaules. Le thorax est également relié en haut à la tête par l'intermédiaire du cou.

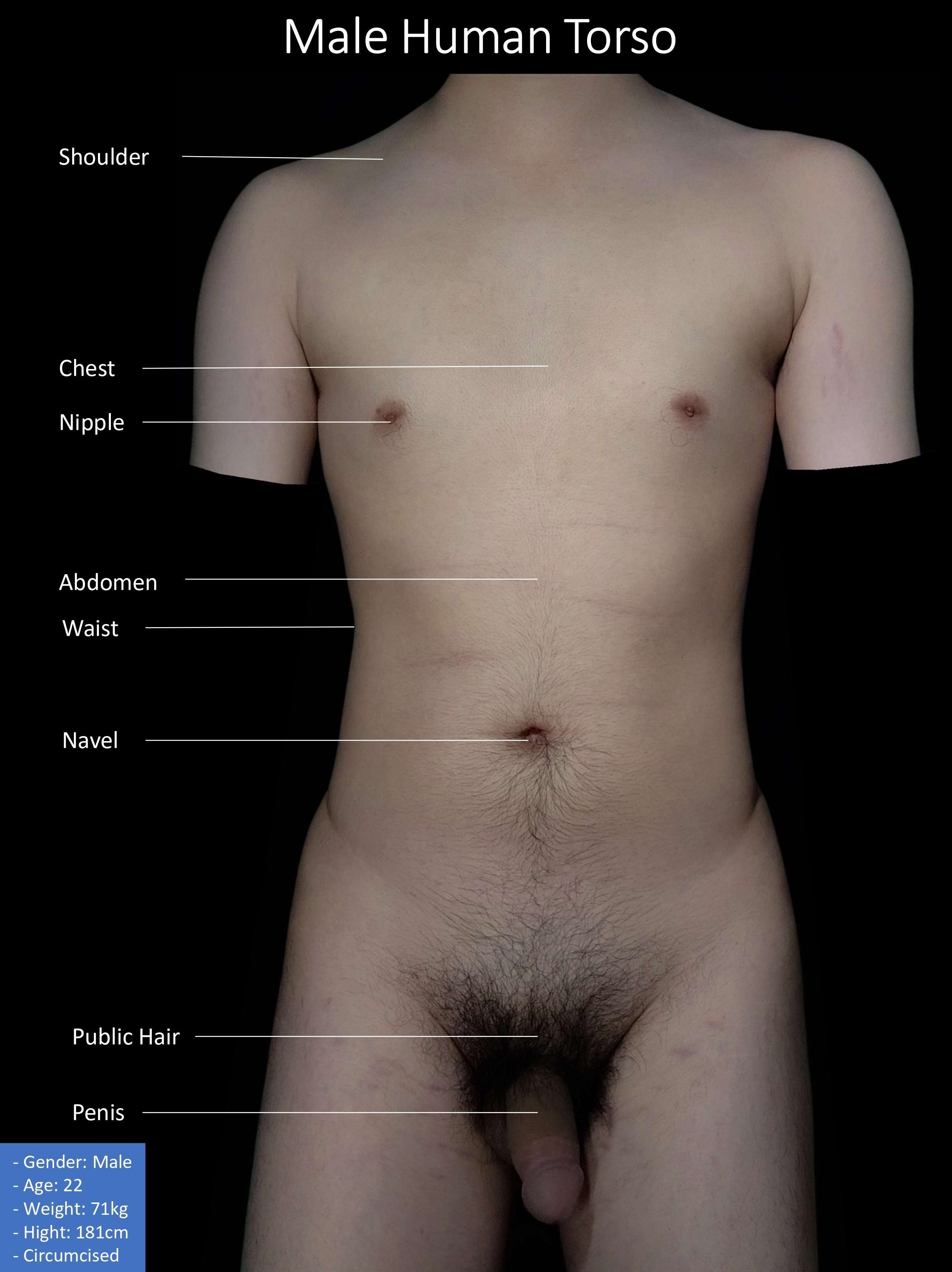
Torse masculin

L'anatomie du tronc abordée ici se veut schématique, pour les détails le lecteur se reportera aux nombreux articles liés.

## Anatomie descriptive

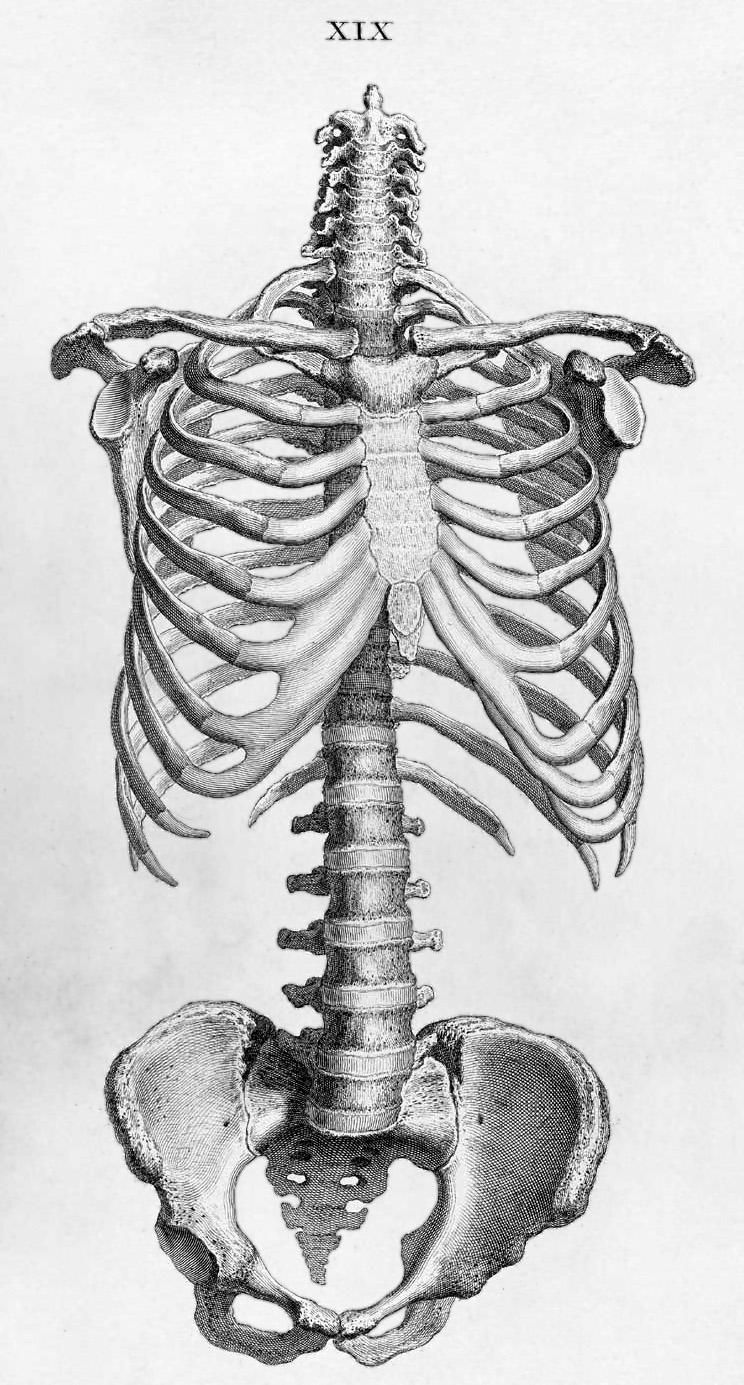
Squelette du tronc

### Squelette
Les os du tronc sont constitués par le rachis, la cage thoracique et le bassin.

### Musculature
Les muscles du tronc sont constitués par l'ensemble des muscles de la paroi et du diaphragme.

### Vascularisation

#### Artères
Les principales artères du tronc sont :
- l'aorte et ses principales branches : le tronc brachiocéphalique, les artères carotides communes, les artères subclavières, le tronc cœliaque, les artères rénales, les artères mésentériques supérieures, les artères mésentériques inférieures, les artères iliaques communes, les artères iliaques internes et les artères iliaques externes.

#### Veines
Les principales veines du tronc sont :
- la veine cave supérieure et ses principales branches : les veines brachiocéphaliques, les veines jugulaires internes et les veines subclavières ;
- la veine cave inférieure et ses principales branches : les veines hépatiques, les veines rénales, les veines iliaques communes, les veines iliaques internes, les veines iliaques externes ;
- la veine porte et ses principales branches : la veine splénique, la veine mésentérique supérieure, la veine mésentérique inférieure ;

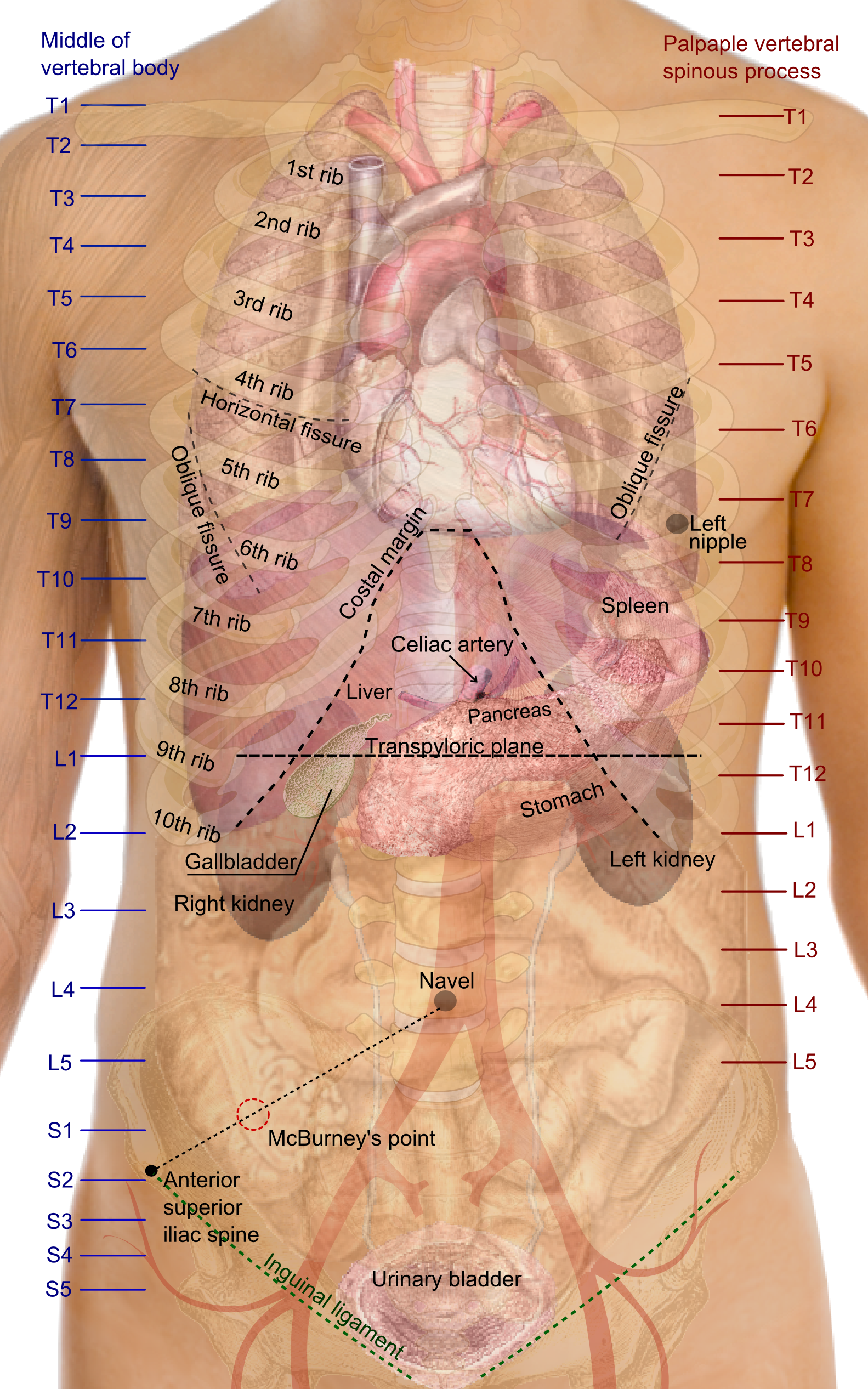
Projection de surface des viscères, des vaisseaux et du squelette du tronc

- la veine pulmonaire.

### Innervation
Les nerfs du tronc sont principalement issus des nerfs spinaux thoraciques, lombaires et sacrés, ainsi que deux nerfs issus des nerfs spinaux cervicaux et des nerfs crâniens.
Les principaux plexus nerveux sont les plexus lombaires et les plexus sacraux concernant le système nerveux somatique ; le plexus cœliaque, le plexus hypogastrique supérieur et le plexus hypogastrique inférieur concernant le système nerveux autonome.
Les principaux nerfs somatiques sont les nerfs phréniques, les nerfs intercostaux, les nerfs fémoraux, les nerfs obturateurs, les nerfs sciatiques et les nerfs pudendaux. Les principaux nerfs autonomes sont les nerfs vagues et les troncs sympathiques.

### Viscères
Les viscères principaux du tronc sont :
- pour l'appareil cardiovasculaire : le cœur et la rate ;
- pour le système nerveux : la moelle spinale ;
- pour l'appareil respiratoire : la trachée et les poumons ;
- pour l'appareil digestif : le foie, le pancréas, l'œsophage, l'estomac, l'intestin grêle, le côlon, le rectum et le canal anal ;
- pour l'appareil urinaire : les reins, les uretères, la vessie et l'urètre ;
- pour le système endocrinien : les glandes surrénales (également le foie et le pancréas déjà cités) ;
- pour l'appareil reproducteur :
  - chez la femme : les ovaires, l'utérus, le vagin et le clitoris ;
  - chez l'homme : les vésicules séminales, la prostate, le pénis et les testicules.

## Anatomie topographique
Le tronc est constitué de trois parties, le thorax, l'abdomen et le petit bassin. Les limites du tronc sont constituées par le cou et les épaules en haut, et par les hanches en bas. La limite entre le thorax et l'abdomen est matérialisée par le diaphragme. La limite entre l'abdomen et le petit bassin est matérialisée par le péritoine inférieur.

### Thorax

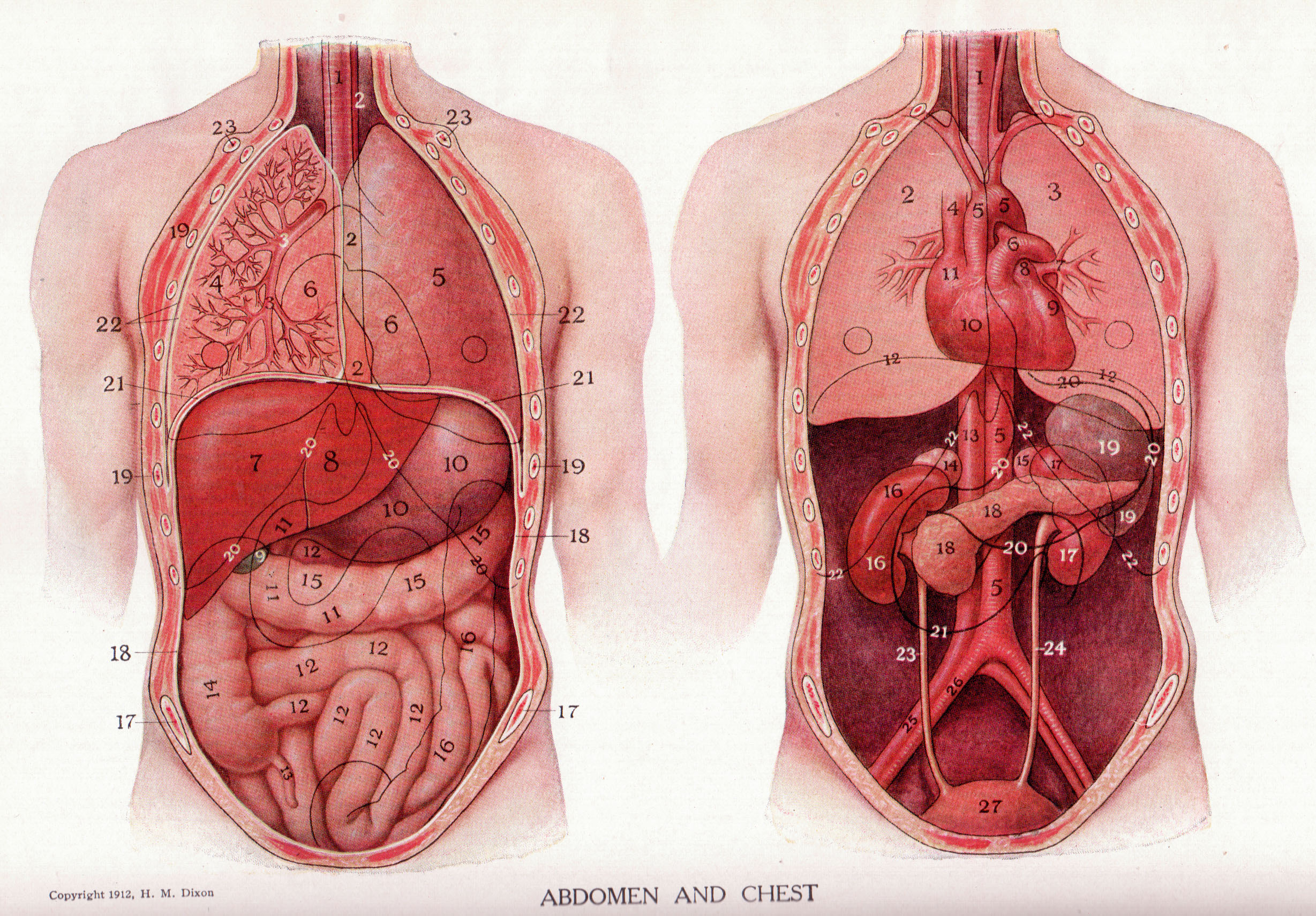
Cavités thoracique et abdominale

Le thorax est situé entre le cou en haut, les épaules sur les côtés et l'abdomen en bas. La paroi du thorax est musculosquelettique, son squelette est formé par la cage thoracique qui contient la moelle spinale. Chez la femme, la paroi comporte également les seins. La cavité thoracique est constituée de trois parties : les deux cavités pleurales et le médiastin. Les cavités pleurales contiennent essentiellement les poumons. Le médiastin contient essentiellement le cœur, la trachée et l'œsophage.

### Abdomen
L'abdomen est situé entre le thorax en haut et le petit bassin en bas. La paroi de l'abdomen est essentiellement musculaire, son squelette est formé par le rachis lombaire. La cavité abdominale est constituée de deux parties : la cavité péritonéale et le rétropéritoine. La cavité péritonéale contient l'estomac, l'intestin grêle, le côlon, le foie et la rate. Le rétropéritoine contient les reins, les uretères, le pancréas et les glandes surrénales.

### Petit bassin

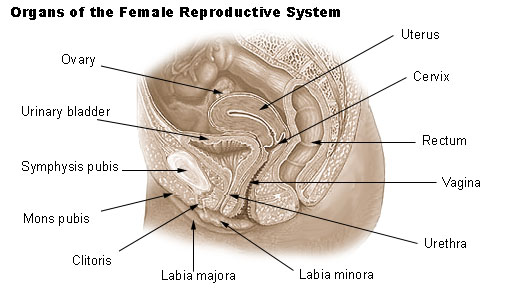
Petit bassin et périnée féminins

Le petit bassin est situé entre l'abdomen en haut et les hanches sur les côtés. La paroi du petit bassin est musculosquelettique, son squelette est formé par le bassin osseux. La cavité du petit bassin contient le rectum et la vessie. Chez la femme, il contient également les ovaires, l'utérus et le vagin ; chez l'homme il contient également les vésicules séminales et la prostate.

#### Périnée
Le périnée constitue la paroi inférieure du petit bassin, musculaire. Le périnée contient le canal anal et l'urètre. Chez la femme il contient également le clitoris ; chez l'homme il soutient également le pénis et les testicules.